# Gilles Braas
Gilles Braas (* 17. März 1992 in Mamer) ist ein luxemburgischer Volleyballspieler.

## Karriere
Braas begann seine Karriere bei RSR Walfer. 2012 wechselte der Zuspieler zum deutschen Zweitligisten VSG Coburg/Grub. Mit dem Verein schaffte  er in der Saison 2012/13 den Aufstieg in die Bundesliga. Trotz des Erfolgs kehrte der luxemburgische Nationalspieler jedoch zu seinem Heimatverein nach Walfer zurück, um sich mehr auf sein Studium an der Universität Luxemburg zu konzentrieren. 2017 wurde Braas vom Bundesligisten SWD Powervolleys Düren verpflichtet. Mit dem Verein kam er ins Playoff-Viertelfinale. Danach kehrte er nach Luxemburg zurück.